# Sonțeve, Putîvl
Sonțeve (în ucraineană Сонцеве) este un sat în comuna Zinove din raionul Putîvl, regiunea Sumî, Ucraina.

## Demografie
Componența lingvistică a localității Sonțeve
     Ucraineană (71,43%)
     Rusă (28,57%)
Conform recensământului din 2001, majoritatea populației localității Sonțeve era vorbitoare de ucraineană (71,43%), existând în minoritate și vorbitori de rusă (28,57%).